# Korenica (reka)
Korenica, manjša hrvaška reka ponikalnica v Liki. 
Korenica je 13,3 km dolga ponikalnica v Liki. Njeno porečje obsega 28,54 km². Izvira na Rudanovačkem polju v bližini naselja Kapela Korenička, teče mimo naselja Korenica, po katerem je dobila svoje ime, ter na Koreničkem polju blizu naselja Ponor Korenički ponikne v tla. Ob obilnejšem deževju lahko tudi poplavlja. 